# حارث غازي النظاري
حارث غازي  (قتل في 31 يناير 2015) هو مسؤول شرعي بارز في تنظيم القاعدة في جزيرة العرب.